# Psammodromus algirus
Espèce
Synonymes
- Lacerta algira Linnaeus, 1758
- Tropidosaura algira var. nolli Fischer, 1887
- Pantodactylus nicefori Burt & Burt, 1931
- Psammodromus manuelae Busack, Salvador & Lawson, 2006
- Psammodromus jeanneae Busack, Salvador & Lawson, 2006

Statut de conservation UICN

 LC  : Préoccupation mineure
Le Psammodrome algire ou Psammodrome d'Algérie (Psammodromus algirus) est une espèce de sauriens de la famille des Lacertidae.

## Répartition

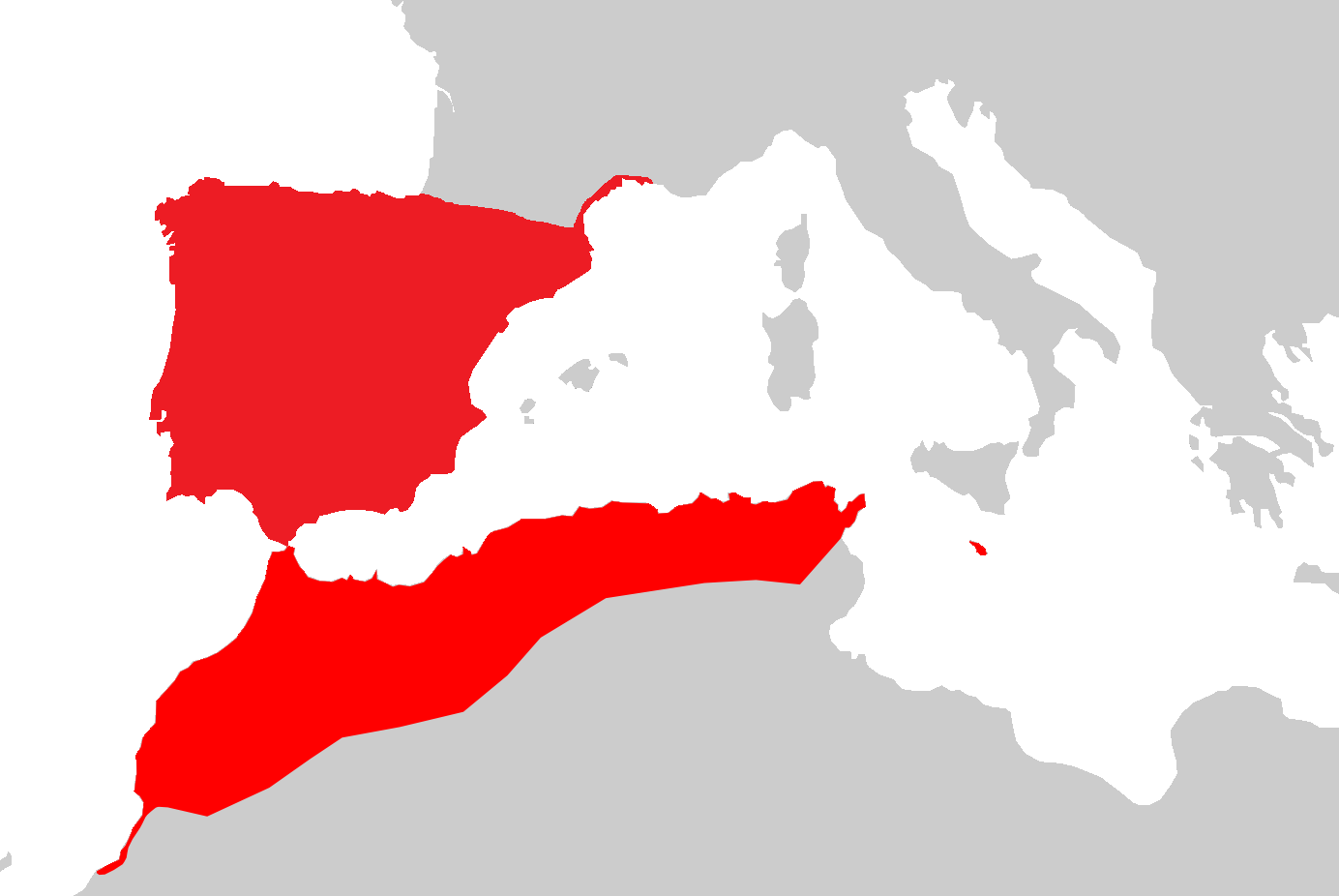
Distribution

Cette espèce se rencontre dans le sud de la France, en Espagne, au Portugal, à Gibraltar, au Maroc, en Algérie, en Tunisie et aux îles Pélages en Italie.

## Description

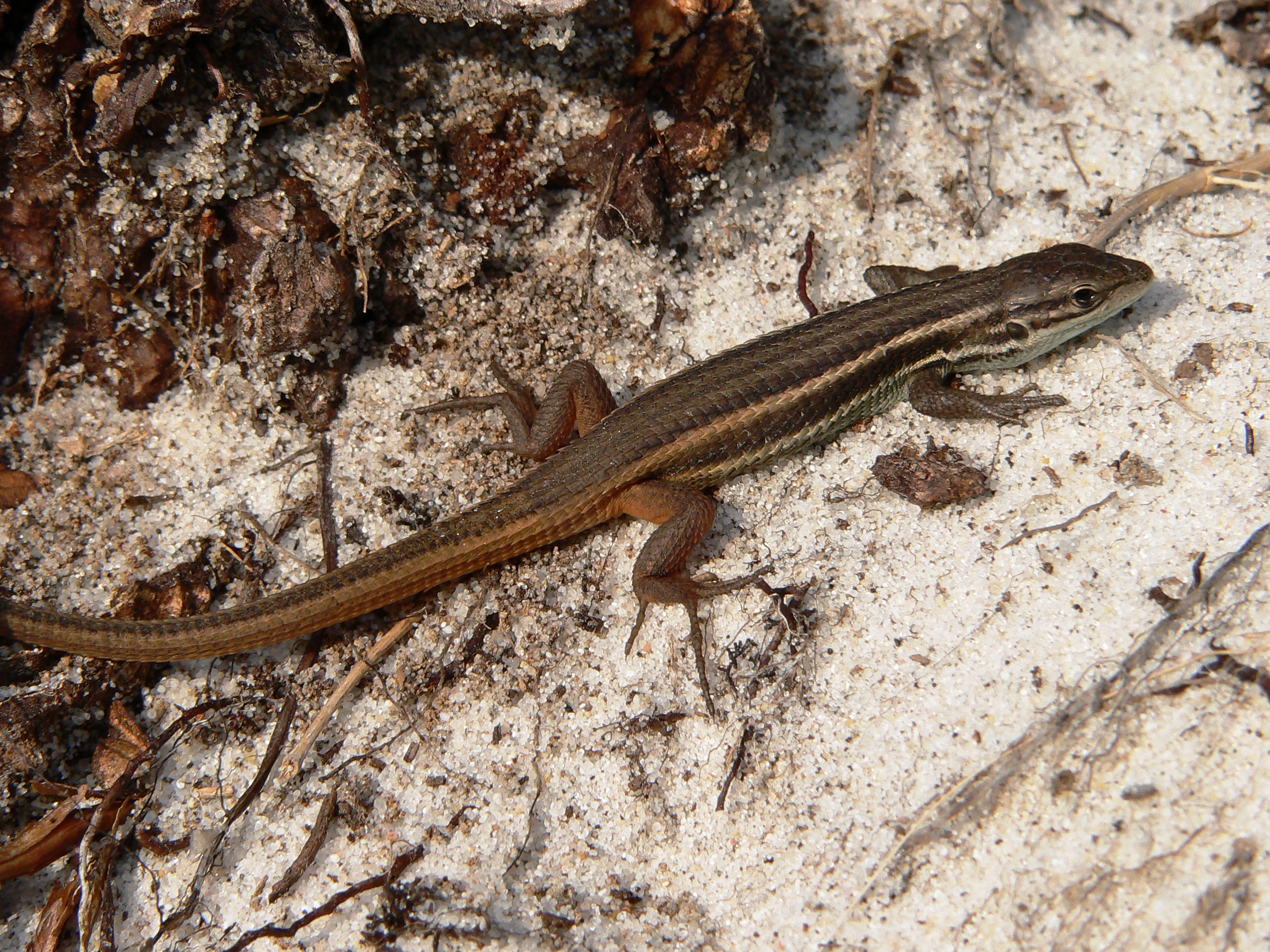
Psammodromus algirus

En Espagne, les mâles mesurent de 52,1 à 85,6 mm et les femelles de 53,2 à 83,1 mm sans la queue.

## Liste des sous-espèces
Selon The Reptile Database (22 mars 2013) :
- Psammodromus algirus algirus (Linnaeus, 1758)
- Psammodromus algirus doriae Bedriaga, 1886
- Psammodromus algirus ketamensis Galan, 1931
- Psammodromus algirus nollii (Fischer, 1887)

## Taxinomie
En 2006, Busack, Salvador et Lawson ont décrit deux espèces nouvelles Psammodromus manuelae et Psammodromus jeanneae sur la base d'une étude génétique pour les populations de la péninsule Ibérique. Ces espèces ont été placées en synonymie avec Psammodromus algirus par Verdú-Ricoy, Carranza, Salvador, Busack et Díaz en 2010.

## Publications originales
- Fischer, 1887 : Über die Kieleidechsen (Zerzumia Blanci Lataste und Tropidosaura algira Linné) und eine Varietät der letzteren. - Trop. Alg. Vor. Nollii v. F.. Zooligischer Garten, vol. 28, no 3, p. 65-74.
- Galan, 1931 :  Batracios y reptiles del Marruecos español. Boletín de la Sociedad Española de Historia Natural, vol. 31, no 5, p. 361-367 (texte intégral).
- Linnaeus, 1758 : Systema naturae per regna tria naturae, secundum classes, ordines, genera, species, cum characteribus, differentiis, synonymis, locis, ed. 10 (texte intégral).
- Bedriaga, 1886 : Beiträge zur Kenntnis der Lacertiden-Familie (Lacerta, Algiroides, Tropidosaura, Zerzumia, Bettaia). Abhandlungen der Senckenbergischen Naturforschenden Gesellschaft, vol. 14, p. 17-444 (texte intégral).